# Peperomia albovittata
Peperomia albovittata är en pepparväxtart som beskrevs av C. Dc.. Peperomia albovittata ingår i släktet peperomior, och familjen pepparväxter. Inga underarter finns listade i Catalogue of Life.